# Jiangsu Zhongtian Gangtie Nuzi Paiqiu Julebu
Lo Jiangsu Zhongtian Gangtie Nuzi Paiqiu Julebu (江苏中天钢铁女子排球俱乐部S, Jiāngsū Zhōngtiān Gāngtiě Nǚzǐ Páiqiú JùlèbùP) è una società pallavolistica cinese, con sede a Nanchino: milita nel campionato cinese di Chinese Volleyball Super League.

## Storia
Lo Jiangsu Nuzi Paiqiu Dui viene fondato nel 1958 ed è impegnato nei primi anni della sua storia nella pallavolo amatoriale. Nel 1996, con la nascita del campionato cinese, la squadra viene subito ammessa nella massima serie, classificandosi al termine della stagione 1996-97 al secondo posto e ripetendosi anche in quella successiva; finendo in entrambe le occasioni alle spalle dello Shanghai Nuzi Paiqiu Dui. Dopo il quinto posto nel campionato 1998-99, il Jiangsu si classifica nuovamente al secondo posto nel campionato successivo ed ancora una volta alle spalle della formazione dello Shanghai, per poi classificarsi quinto nell'annata 2000-01.
Dopo due campionati di basso profilo, nel 2003-04 e nel 2004-05 la squadra si classifica rispettivamente al quinto e quarto posto. Ritorna invece sul podio nella stagione 2006-07, chiudendo al terzo posto e alle spalle del Tianjin Nuzi Paiqiu Dui e del Liaoning Nuzi Paiqiu Dui. Dopo un anonimo sesto posto, la squadra si classifica nuovamente terza nel campionato 2008-09, alle spalle delle formazioni di Tianjin e Shanghai. Nel campionato successivo chiude invece in quarta posizione.
Dopo il 2010 le prestazioni della squadra subiscono un lieve flessione, per poi sfociare nel dodicesimo ed ultimo posto della stagione 2013-14, riuscendo e centrare la salvezza solo dopo la disputa del challenge match. Nel 2014 diventa un club professionistico, cambiando nome in Jiangsu Zhongtian Gangtie Nuzi Paiqiu Julebu: dopo il terzo posto della stagione 2014-15, in quella successiva si spinge fino alle finali scudetto.

## Rosa 2015-2016
| N° | Nome            | Ruolo | Data di nascita  | Nazionalità sportiva |
| -- | --------------- | ----- | ---------------- | -------------------- |
| 1  | Wang Xueting    | C     | 10 marzo 1995    | Cina                 |
| 2  | Zhang Changning | S/O   | 6 novembre 1995  | Cina                 |
| 3  | Li Hui          | P     | 19 gennaio 1990  | Cina                 |
| 4  | Gu Wenting      | C     | 11 luglio 1995   | Cina                 |
| 5  | Hui Ruoqi       | S     | 4 marzo 1991     | Cina                 |
| 6  | Diao Linyu      | P     | 7 aprile 1994    | Cina                 |
| 7  | Zhai Tingli     | S     | 2 novembre 1988  | Cina                 |
| 8  | Chen Zhan       | L     | 11 ottobre 1990  | Cina                 |
| 9  | Xu Ruoya        | S     | 1º marzo 1994    | Cina                 |
| 10 | Jiang Qianwen   | S/O   | 27 gennaio 1992  | Cina                 |
| 11 | Wang Chenyue    | C     | 22 agosto 1995   | Cina                 |
| 12 | Zhao Jingxue    | P     | 12 gennaio 1993  | Cina                 |
| 13 | Wang Wei        | S     | 1º gennaio 1989  | Cina                 |
| 14 | Chen Yixuan     | S/O   | 23 aprile 1999   | Cina                 |
| 15 | Wang Tingting   | C     | 20 gennaio 1993  | Cina                 |
| 16 | Gong Xiangyu    | S/O   | 21 aprile 1997   | Cina                 |
| 17 | Teng Zhaohui    | S     | 25 novembre 1999 | Cina                 |
| 18 | Zhao Qianru     | C     | 6 agosto 1998    | Cina                 |